# Ternoise

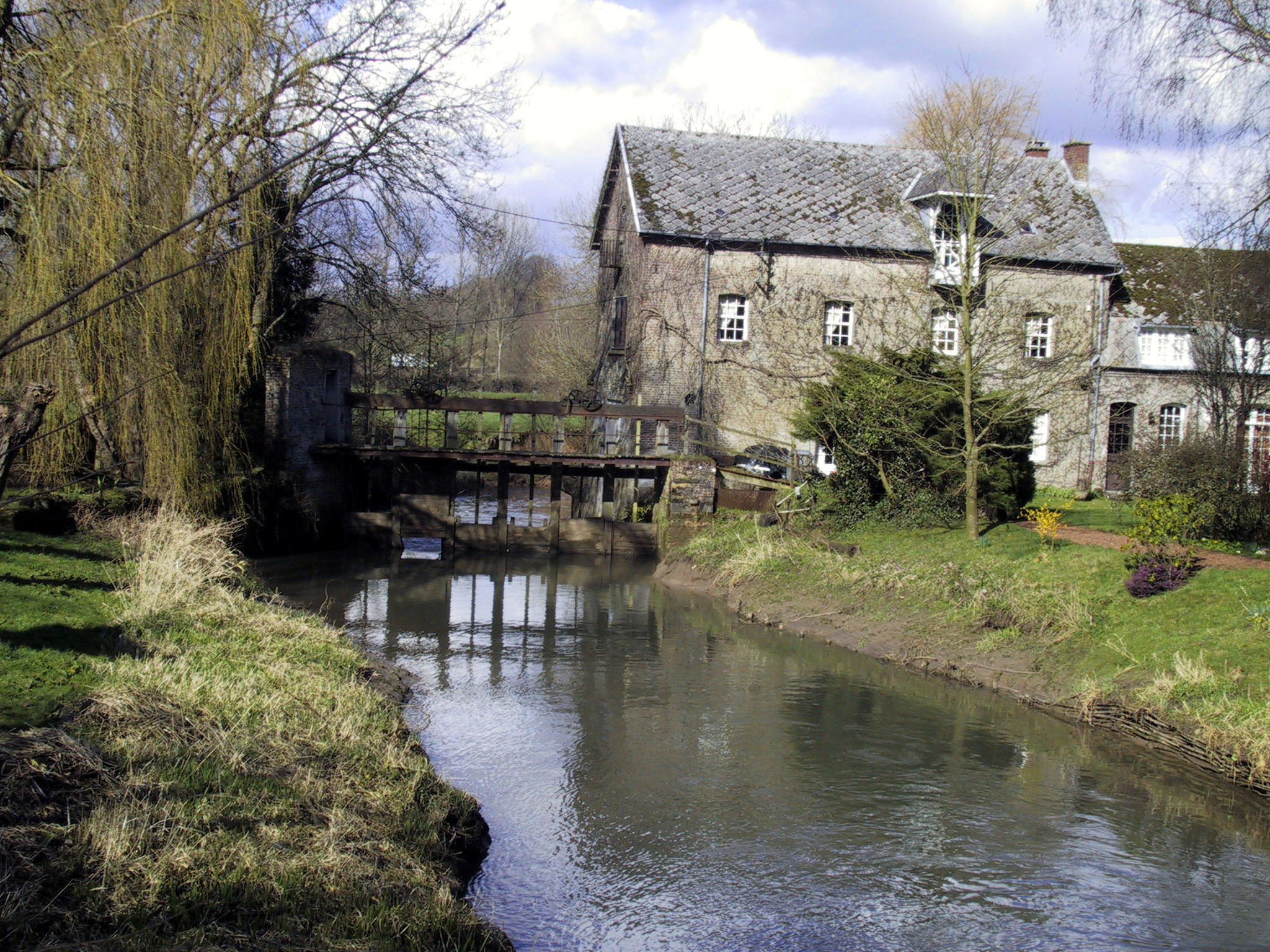
De Ternoise bij Hernicourt

De Ternoise (in het Nederlands soms nog: Ternaas of Ternas) is een riviertje in de Franse regio Hauts-de-France. Hij ontspringt bij Ligny-Saint-Flochel en mondt na 43 km uit in de Canche bij Huby-Saint-Leu.
Drie gemeenten worden naar de rivier vernoemd: Blangy-sur-Ternoise, Saint-Michel-sur-Ternoise en Saint-Pol-sur-Ternoise. De naam van de rivier verwijst ook naar het vroegere Graafschap Ternois.
De belangrijkste zijrivier van de Ternoise is de Faux.
- Bibliothèque nationale de France: cb11964652z (data)
- Système universitaire de documentation: 02764961X
- Virtual International Authority File: 6608148574321424430005